# Lewis Downing
Lewis Downing (ur. 1823 w Tennessee, zm. 9 listopada 1872) był wodzem Czirokezów od 1867 do 1872 roku.